# N-11
N-11 ("next eleven") används som begrepp för elva länder som har hög potential att få en väldigt hög ekonomi. De länder som ingår är: Bangladesh, Indonesien, Egypten, Iran, Mexiko, Nigeria, Pakistan,  Filippinerna, Sydkorea, Vietnam och Turkiet. Länder som listas i N-11 godkänns av Bricländerna.
Källhanvisning: Next Eleven